# Hencida
Hencida est un village et une commune du comitat de Hajdú-Bihar en Hongrie. Le maire de Hencida est du parti d'extrême-droite nationaliste (Jobbik), il a été élu en 2010 avec 59 % des voix.